# Фындыкоглу, Зияэддин Фахри
Зияэддин Фахри Фындыкоглу (тур. Ziyaeddin Fahri Fındıkoğlu, имя при рождении Ахмет Халиль, 1901 — 16 ноября 1974) — турецкий социолог.

## Биография
Родился в селении Чамлыямач, входящем в район Тортум провинции Эрзурум. Родителями Фындыкоглу были специалист в сфере исламского права Халиль Фахри и его жена Фатьма Зехра. Отец умер в 1916 году, мать — во время Второй мировой войны, в Хиджазе во время хаджа.
Фындыкоглу учился в школах Эрзинджана, Хаккяри, Малатьи и Кайсери. Затем поступил в лицей Геленбеви, но почти всех учеников призвали в армию, в классе Фындыкоглу осталось три ученика и администрация закрыла его.
Через некоторое время Фындыкоглу поступил в «Поста Телеграф Мектеб-и Алиси», который окончил в 1922 году. После его окончания работал на Галатасарайской почте, одновременно с этим изучал философию в Стамбульском университете.
После 1923 года преподавал в различных учебных заведения Анатолии. С 1933 года преподавал в Стамбульском университете. В 1935 году получил в Страсбургском университете докторскую степень за работу о Зие Гёкальпе, после этого возобновил преподавание в Стамбульском университете. С 1941 по 1973 годы преподавал на факультете социологии. В 1947-49 годах был его деканом. Возглавлял социологический институт и институт журналистики.
Умер 15 ноября 1974 года в Стамбуле.

## Вклад
С 1934 года публиковал журнал «Iş ve Düşünce», выходивший около 40 лет. Большое влияние на Фындыкоглу оказал его преподаватель Мехмед Иззет (1891—1930). Как и Иззет, Фындыкоглу критиковал точку зрения Гёкальпа на формирование наций. Гёкальп рассматривал нацию с точки зрения подхода социального детерминизма, следуя в этом идеям Эмиля Дюркгейма. Фындыкоглу и Иззет считали подход Гёкальпа чересчур механистическим, сами они рассматривали причины формирования наций с более гуманистических и прагматических позиций, считая их основами общий труд, самопожертвование и солидарность.
Автор множества книг и статей.